# Wilhelm II. (Hessen)

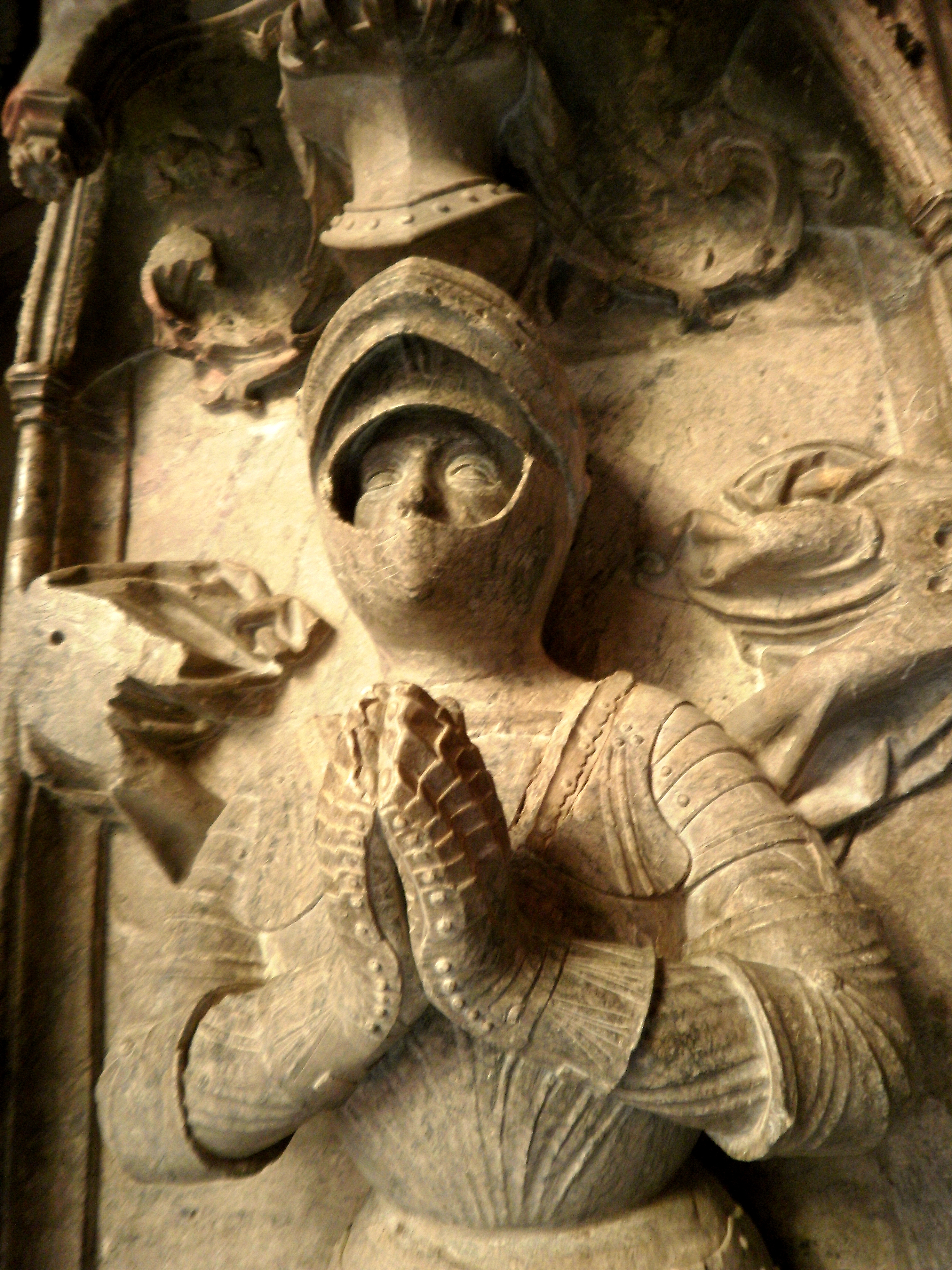
Landgraf Wilhelm II. (Grabmal)

Wilhelm II. von Hessen, „der Mittlere“ (* 29. April 1469; † 11. Juli 1509) war Landgraf der Landgrafschaft Hessen.

## Leben
Wilhelm war der zweite Sohn des Landgrafen Ludwig des Freimütigen (1438–1471) und dessen Frau Mechthild, einer Tochter des Grafen Ludwig I. von Württemberg. Wilhelm heiratete 1497 Jolanthe († 1500), Tochter des Grafen Friedrich II. von Vaudémont und Schwester des Herzogs René von Lothringen. Nach deren Tod im Kindbett im Frühjahr 1500 ehelichte er am 20. Oktober 1500 Anna von Mecklenburg (1485–1525).
Wilhelm war eigentlich für eine kirchliche Laufbahn vorgesehen. Er hatte an Hofe seines Onkels Eberhard I. von Württemberg eine gute Ausbildung genossen, bei der er jedoch den Gefallen am geistlichen Stande verlor und stattdessen seine Neigung zum Waffenhandwerk entdeckte. Er wurde zunächst 1485 Mitregent einer niederhessischen Teilherrschaft, ab 1493 Landgraf von ganz Niederhessen, nachdem sein älterer Bruder Wilhelm I. infolge einer durch Syphilis verursachten Geisteskrankheit die Herrschaft niedergelegt und sich nach Spangenberg zurückgezogen hatte.
Wilhelm war schon in jungen Jahren ein guter Bekannter und Freund des deutschen Königs und späteren Kaisers Maximilian geworden, dem er auch auf mehreren Kriegszügen beistand. Gemeinsam mit dem sächsischen Herzog Albrecht befreite er 1488 Maximilian aus der Gefangenschaft der aufständischen Stadt Brügge und unterstützte ihn 1490 mit 1000 Gefolgsleuten bei dessen Zug nach Ungarn. 1503–1504 beauftragte Maximilian I. Wilhelm mit der Vollstreckung der Acht an der Kurpfalz, wobei sich seine Truppen recht grob verhielten.
Nach dem tödlichen Jagdunfall seines jungen kinderlosen Vetters Wilhelm III., der seit 1489 in Marburg über die Teil-Landgrafschaft Oberhessen geherrscht hatte, vereinte Wilhelm II. seit 1500 die gesamte Landgrafschaft Hessen wieder in einer Hand. Maßgeblich durch seinen Kanzler Johannes Muth ließ er noch im Jahr 1500 das Marburger Hofgericht einrichten. Außerdem gelang es ihm, den Erbstreit mit den Grafen von Nassau um die ehemalige Grafschaft Katzenelnbogen erst einmal im Sande verlaufen zu lassen und somit de facto zugunsten Hessens zu beenden.
1504 erkrankte Wilhelm, wie vor ihm sein älterer Bruder, an der Syphilis, einer damals an den Höfen nicht seltene Erkrankung, die schlecht zu behandeln, zu Bewusstseinseintrübungen führen konnte und mit dem Tod endete. Daher übergab er 1506 die Regierungsgeschäfte an einen von ihm eingesetzten Regentschaftsrat. Ungewöhnlicherweise verfasste der Todkranke 1508 einen Text, in dem er damit abrechnet, wie schlecht er behandelt werde: die Clage widder sein rethe. Wilhelm hatte sich in einem frühen Krankheitsstadium eine komfortable Stube einrichten lassen, die er nun bezogen hatte. Die Räte ließen das Fenster zum Hof vernageln, offenbar damit der Landgraf nicht durch Zurufe Unruhe stiften konnte. Er wurde auch bei gutem Wetter nicht ins Freie gelassen, was einer damals üblichen Syphilistherapie entsprach, aber wohl auch seinen Zustand (Wutanfälle, Depressionen, Bewusstseinstrübungen) vor der Öffentlichkeit verbergen sollte. So saß er im Dunkeln und verfiel körperlich immer mehr. Man gab ihm kein Messer, mit dem er die Speisen hätte klein schneiden können. Seine vertrauten Bediensteten mieden ihn, stattdessen erhielt er neue Wärter, die ihn wenig beachteten. Bei alldem gelang es seiner Frau, eine vertrauensvolle Beziehung zu ihm aufrechtzuerhalten. Und so änderte Wilhelm am 29. Januar 1508 sein Testament: Er entzog den Räten Konrad von Wallenstein, Friedrich Trott und Rudolf von Waiblingen die Vormundschaft und Regentschaft und setzte seine Frau als obersten Vormund seines Sohnes und Erben Philipp ein. Ihr stellte er vier Räte zur Seite. Diese Testamentsänderung stieß bereits zu Wilhelms Lebzeiten auf heftigen Widerstand bei Adel und Ständen.
Wilhelm starb am 11. Juli 1509. Sein Grabmal in der Grablege der Landgrafen in der Elisabethkirche in Marburg schuf Ludwig Juppe.
Sein Testament, in dem er seine Witwe Anna als Regentin einsetzte, wurde von den hessischen Ständen nicht akzeptiert. Aus diesem Vormundschaftskonflikt, in dem der von Ständen gewählte Landhofmeister Ludwig I. von Boyneburg ihr Hauptwidersacher war, ging Anna erst nach fünf Jahren, 1514, erfolgreich als Regentin hervor.

## Nachkommen
- Aus der Ehe mit Jolanthe von Lothringen:
  - Wilhelm (27. März 1500 – 8. April 1500)
- Aus der Ehe mit Anna von Mecklenburg:
  - Elisabeth (4. März 1502 – 6. Dezember 1557); verheiratet seit 1516 mit Johann, Herzog von Sachsen
  - Magdalena (18. Juli 1503 – 10. September 1504)
  - Philipp I. (13. November 1504 – 31. März 1567); verheiratet seit 1523 mit Christine, Herzogin von Sachsen